# Ramerupt
Ramerupt ist eine französische Gemeinde mit 415 Einwohnern (Stand 1. Januar 2022) im Département Aube in der Region Grand Est; sie gehört zum Arrondissement Troyes und zum Kanton Arcis-sur-Aube.

## Geschichte
- In Ramerupt wurden Deniere Karls des Großen geschlagen.

### Bevölkerungsentwicklung
- 1962: 368
- 1968: 370
- 1975: 329
- 1982: 362
- 1990: 347
- 1999: 357
- 2018: 409

## Sehenswürdigkeiten
- Kirche Saint-Roch
- Kirche Saint-Félix-de-Nole im Ortsteil Romaines

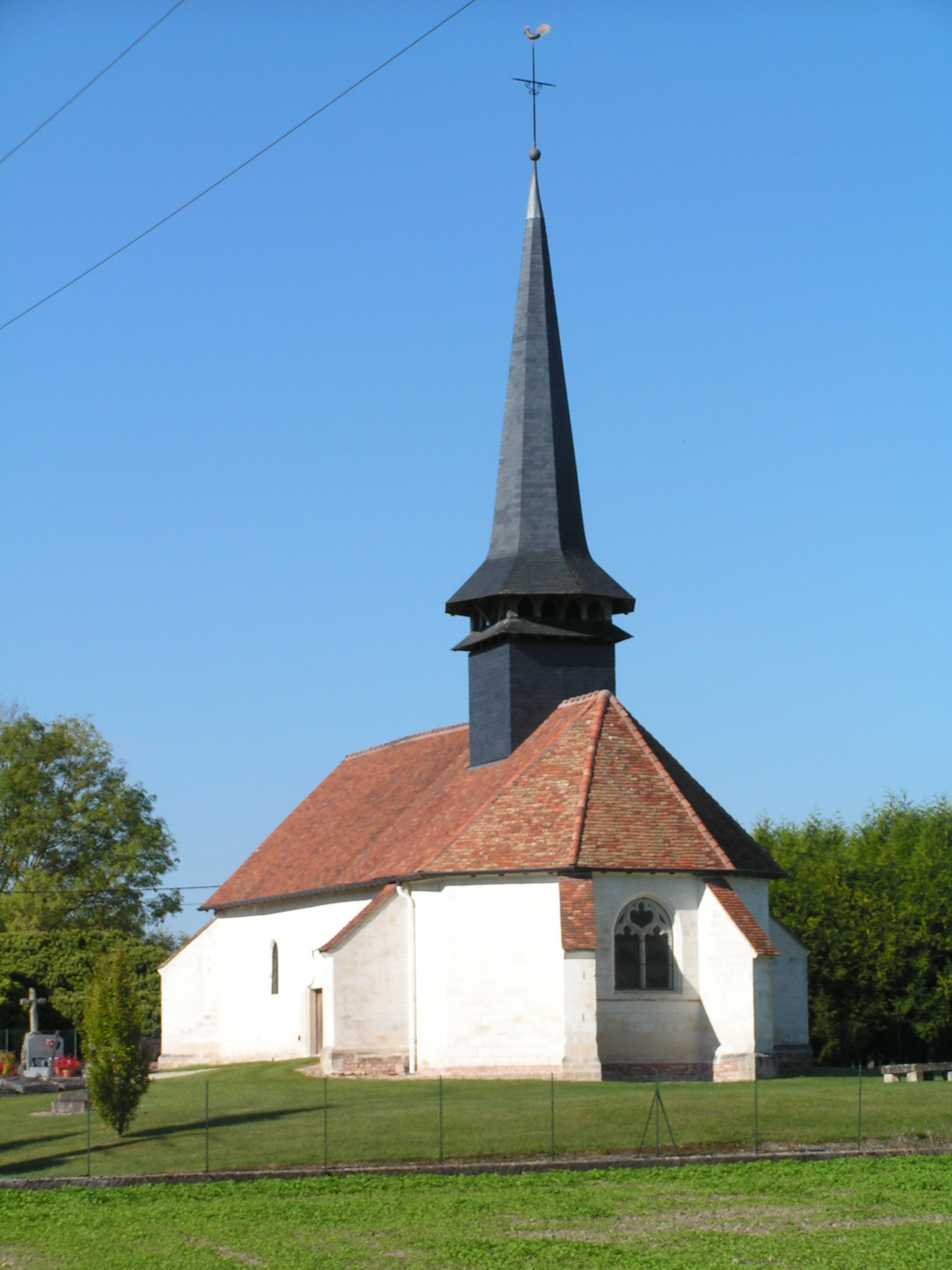
Kirche Saint-Félix-de-Nole im Ortsteil Romaines

## Persönlichkeiten
- Samuel ben Meir (um 1085–um 1174), genannt Raschbam, jüdischer Gelehrter des 12. Jahrhunderts
- Rabbenu Tam (um 1100–1171), jüdischer Gelehrter des 12. Jahrhunderts, Bruder des vorigen